# Frunzenskaja
Frunzenskaja (ros. Фру́нзенская) – dwunasta stacja linii Moskiewsko-Piotrogrodzkiej, znajdującego się w Petersburgu systemu metra.

## Charakterystyka
Stacja Frunzenskaja została oddana do użytku 29 kwietnia 1961 roku, a skonstruowano ją w typie pylonowym. Autorami projektu architektonicznego obecnej postaci stacji są: B. N. Żurawlew (Б. Н. Журавлев), A. S. Gieckin (А. С. Гецкин) i W. P. Szuwałowa (В. П. Шувалова). Stacja położona jest przy prospekcie Moskiewskim, a swoją nazwę otrzymała by uczcić sowieckiego dowódcę wojskowego, Michaiła Frunzego. Według wczesnych założeń planistów miała ona nosić nazwę Bałkanskij prospiekt (Балканский Проспект), od innej ważnej arterii komunikacyjnej, znajdującej się w tej części miasta. Inna rozważana nazwa dla stacji brzmiała Obwodnyj Kanał (Обводный канал), ostatecznie jednak zdecydowano się na obecną. Ściany i pylony wyłożone zostały białym marmurem. Przejściom między pylonami nadano formę łuków, sklepienie barwy białej w formie półkolistej, pośrodku umieszczono pas lamp biegnący przez cały sufit i zapewniający oświetlenie. Posadzki wykonane z szarych i jasnych płyt granitowych. Na jednej ze ścian znajduje się wykonany m.in. z aluminium relief przedstawiający Michaiła Frunzego na koniu, otoczonego żołnierzami Armii Czerwonej i sztandarami. W pierwotnych planach, jeszcze przed ustaleniem ostatecznej nazwy stacji, znajdować się tu miała podobizna Włodzimierza Lenina nawołującego do wykonania Planu siedmioletniego.
Frunzenskaja położona jest na głębokości 39 metrów. Stacja została wzniesiona w pierwszej fazie budowy linii Moskiewsko-Piotrogrodzkiej. W roku 2004, 2005, 2006 oraz od 2010 do 2012 na stacji przeprowadzano serię napraw, m.in. wymieniając posadzki oraz przestarzałe elementy. Ruch pociągów odbywa się tutaj od godziny 5:45 do godziny 0:30 i w tym czasie jest ona dostępna dla pasażerów.